# Ctenomys colburni
Espèce
Statut de conservation UICN

 DD  : Données insuffisantes
Ctenomys colburni est une espèce qui fait partie des rongeurs de la famille des Ctenomyidae. Comme les autres membres du genre Ctenomys, appelés localement des tuco-tucos, c'est un petit mammifère d'Amérique du Sud bâti pour creuser des terriers. Ce rongeur est endémique d'Argentine où il est considéré par l'UICN comme étant peut-être menacé.
L'espèce a été décrite pour la première fois en 1903 par Joel Asaph Allen (1838-1921), un zoologiste américain.

## Étymologie
Cette espèce est nommée en l'honneur d'A.E Colburn, qui a collecté les 33 spécimens (17 femelles et 16 mâles) ayant servi à la description de cette espèce. Ces spécimens ont été collectés pour certains au sud du lac Buenos Aires et pour les autres dans les environs du lac del Cisne.

## Publication originale
- Allen, 1903 : Descriptions of new Rodents from Southern Patagonia, with a note on the genus Euneomys Coues, and an addendum to article IV, on Siberian Mammals. Bulletin of the American Museum of Natural History, vol. 19, p. 185-196 (texte intégral).